# Carlo Nembrini
Carlo Nembrini (Nembro, 12 settembre 1939 – Illimani, 23 novembre 1973) è stato un alpinista italiano.

## Biografia
Guida alpina, istruttore nazionale e maestro di sci, compì numerose ascensioni nelle Alpi e partecipò a molte spedizioni extraeauropee.
Cominciò a lavorare da ragazzo in una ferriera, passa poi ai cantieri edili.
Nello sport la passione iniziale per il ciclismo, partecipa a qualche corsa, viene presto sostituita da quella per l'alpinismo.
All'età di 15 anni partecipa al suo primo corso di roccia, dove dimostra subito le sue qualità, di due anni dopo è la prima vera salita sulla via Longo in Presolana.
Intanto si allena sul Monte Cornagera, avendo come maestro negli anni '50 Leone Pellicioli; più avanti un altro alpinista importante nella sua formazione sarà Jack Canali, con cui effettua salite sulle Dolomiti, dalla Marmolada alle Torri del Sella.
All'inizio degli anni '60 è sale la via Cassin al Badile, ripete la Bonatti sul Capucin e continuano le attività sulle Dolomiti.
Nel 1963 una brutta avventura sul Cervino, dove insieme a Placido Piantoni tenta la prima salita italiana della parete nord, ma una scarica di sassi lo ferisce gravemente e solo grazie al compagno di cordata riesce a salvarsi.
Viene promosso guida alpina nel 1961. Due anni dopo diventa istruttore nazionale di roccia del CAI. 

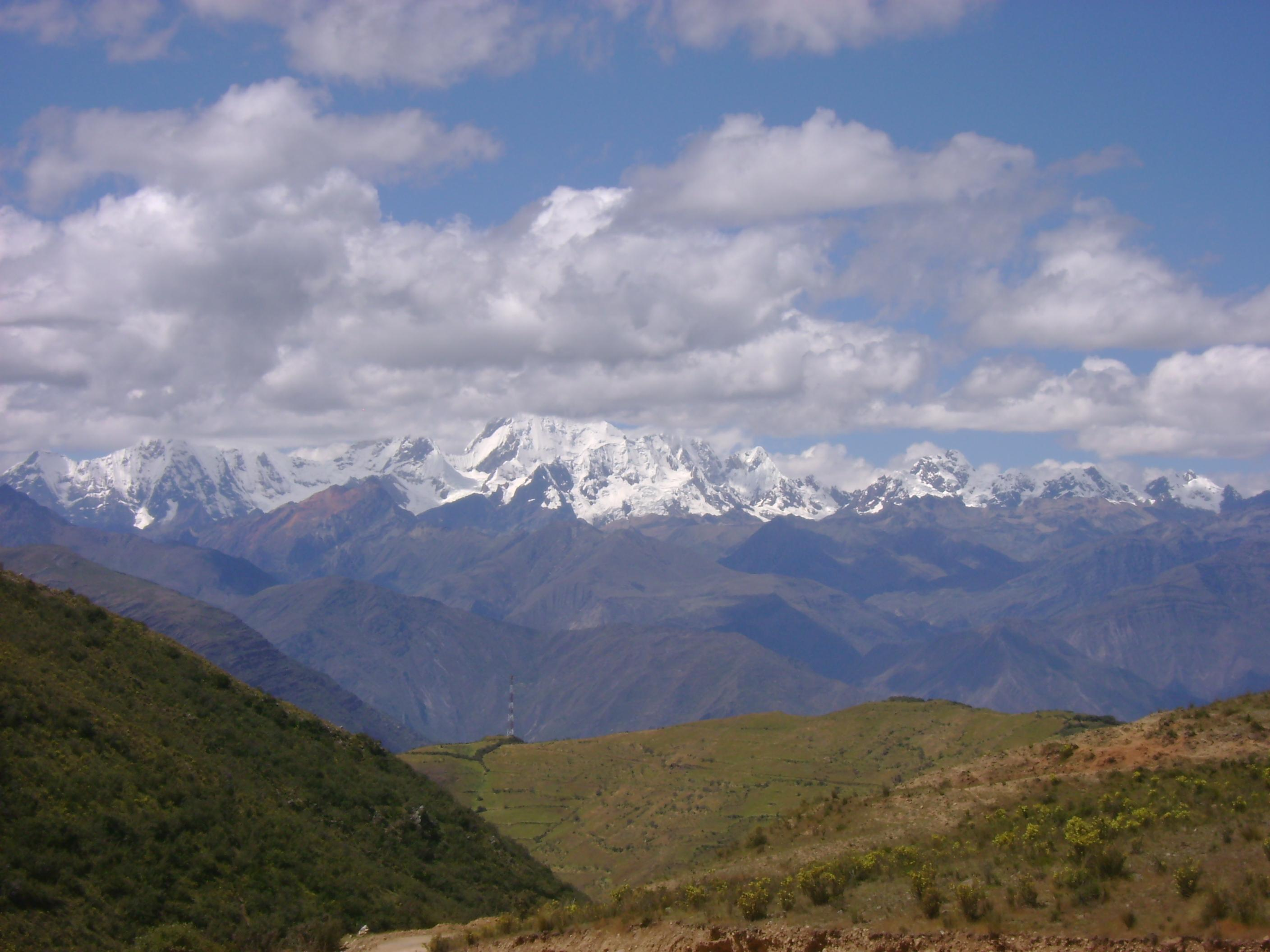
Cordillera Huayhuash

A partire dal 1964 comincia l'attività extraeuropea, con spedizioni sulle Ande nella Cordillera Huayhuash con la prima salita al Tsacra Grande che viene raggiunta da sette componenti della spedizione.
Altra spedizione nel 1966 in Africa lo vede impegnato sulla parete nord del Monte Kenya (via Firmin Hicks).
A queste attività si aggiunge lo sci alpinismo sulle Alpi, soprattutto nell'oberland bernese (Jungfrau, Grünegghorn, Finsteraarhorn), e nel gruppo del Bernina (Piz Glüschaint, Il Chapütschin).
Nel 1969 diventa capo guida-alpina del Comitato di Bergamo.
Continuano le spedizioni extraeuropee, nel 1971, in Africa al Kilimanjaro, nello stesso anno sulle Ande, alla Cordillera Blanca, Nevado Ishinca e Urus. L'attività prosegue ancora sulle Ande, nel 1972 alla Cordillera Blanca e Concaracá, nel 1973 alla Cordigliera Real, spedizione che si conclude con un incidente a breve distanza dal campo base, quando ormai le difficoltà tecniche erano terminate.

## Spedizione e incidente sull'Illimani
Nell'agosto del 1973, Pierre Dedieu, francese, e uno dei migliori scalatori boliviani dell'epoca, Ernesto Sánchez, morirono durante la scalata del monte Illimani. Qualche mese più tardi la spedizione italiana guidata da Nembrini, su invito delle autorità locali, intraprese operazioni di ricerca dei corpi di Dedieu e Sánchez. Quest'ultimo venne ritrovato il 14 novembre, ma il 23 novembre, nel corso di ulteriori ricerche di Dedieu, Nembrini perse la vita a breve distanza dal campo base della spedizione al Nido del Condor, scivolando lungo un pendio innevato e cadendo infine da un salto roccioso di 500 metri.

## Principali salite sulle Alpi
Nel seguente elenco sono riportate le salite più significative di Carlo Nembrini sulle Alpi.
- 1959 	Masino-Bregaglia Pizzo Cengalo via Vinci
- 1960 	Dolomiti 	punta Emma 	via Diaz
- 1960 	Dolomiti 	punta Emma 	via De Franceschi
- 1960 	Adamello 	corno Triangolo 		(nuova via)
- 1961 	Masino-Bregaglia 	Pizzo Badile via Cassin N-E
- 1961 	Monte Bianco Grand Capucin via Bonatti
- 1961 	Cervino 	cresta Fùrggen 	via Piacenza
- 1961 	Bernina Pizzo Roseg direttissima N-E
- 1963 	Monte Bianco 	Trident Du Tacul via Bonatti

- 1963 	Lavaredo 	Grande Lavaredo 	via Comici
- 1965 	Lavaredo 	Piccola Lavaredo 	spigolo Giallo, via Comici
- 1967 	Bernina 	Pizzo Palù canale Parravicini
- 1967 	Bernina 	Pizzo Palù 	via Bümiller
- 1968 	Monte Bianco 	Grandes Jorasses Punta Walker via Cassin
- 1969 	Cristallo Monte Cristallo 	parete nord
- 1969 	Monte Bianco 	Aiguille du Midi via Rèbuffat
- 1969 	Brenta Campanile Basso via Fehrmann SO

## Principali salite sulla Presolana

### Nuove vie[3]
- 1956	 29 agosto	Presolana Occidentale - 1° spigolo ad ovest del canalone sud tra Occidente e Presolana del Prato: Carlo Nembrini, B. Bergamelli
- 1961	 estate	Presolana Occidentale - Parete sud: Carlo Nembrini, Bencetti, G. Milesi, Donati, Agazzi
- 1961	 10-11 ottobre	Presolana Centrale - Parete sud-est, via Attilio Tomassoni: Carlo Nembrini (in solitaria)
- 1962	 20-21 luglio	Presolana Occidentale - Parete nord, via Luciano Bosio: Carlo Nembrini, Placido Piantoni, Vittorio Bergamelli[4]
- 1965	 20-21 giugno	Presolana Centrale - Parete sud: Carlo Nembrini, Armando Pezzotta, Giuseppe Milesi
- 1967	 estate	Presolana Orientale - Parete sud: Carlo Nembrini, Bona Nicolic
- 1967	 29-30 settembre	Presolana Occidentale - Parete nord, via dei Mocc: Carlo Nembrini, Placido Piantoni, Battista Pezzini, Angelo Fantini
- 1967	 20 ottobre	Presolana del Prato - Gemello di destra: Carlo Nembrini, Giuseppe Milesi
- 1969	25 luglio	Presolana del Prato - Gemello di sinistra: Carlo Nembrini, Attilio Bianchetti, Bruno Buelli, Luciano Angeli
- 1969	11 agosto	Presolana Occidentale - Versante sud: Carlo Nembrini, Pierlorenzo Acquistapace, Giuseppe Milesi, Luciano Angeli
- 1970	settembre	Presolana Occidentale - Versante sud: Carlo Nembrini, Paolo e Pia Bozzetto, Sergio Arrigoni, Bruno Buelli

## Spedizioni extraeuropee
- 1964 Ande: Cordillera Huayhuash, Tsacra Grande[5]

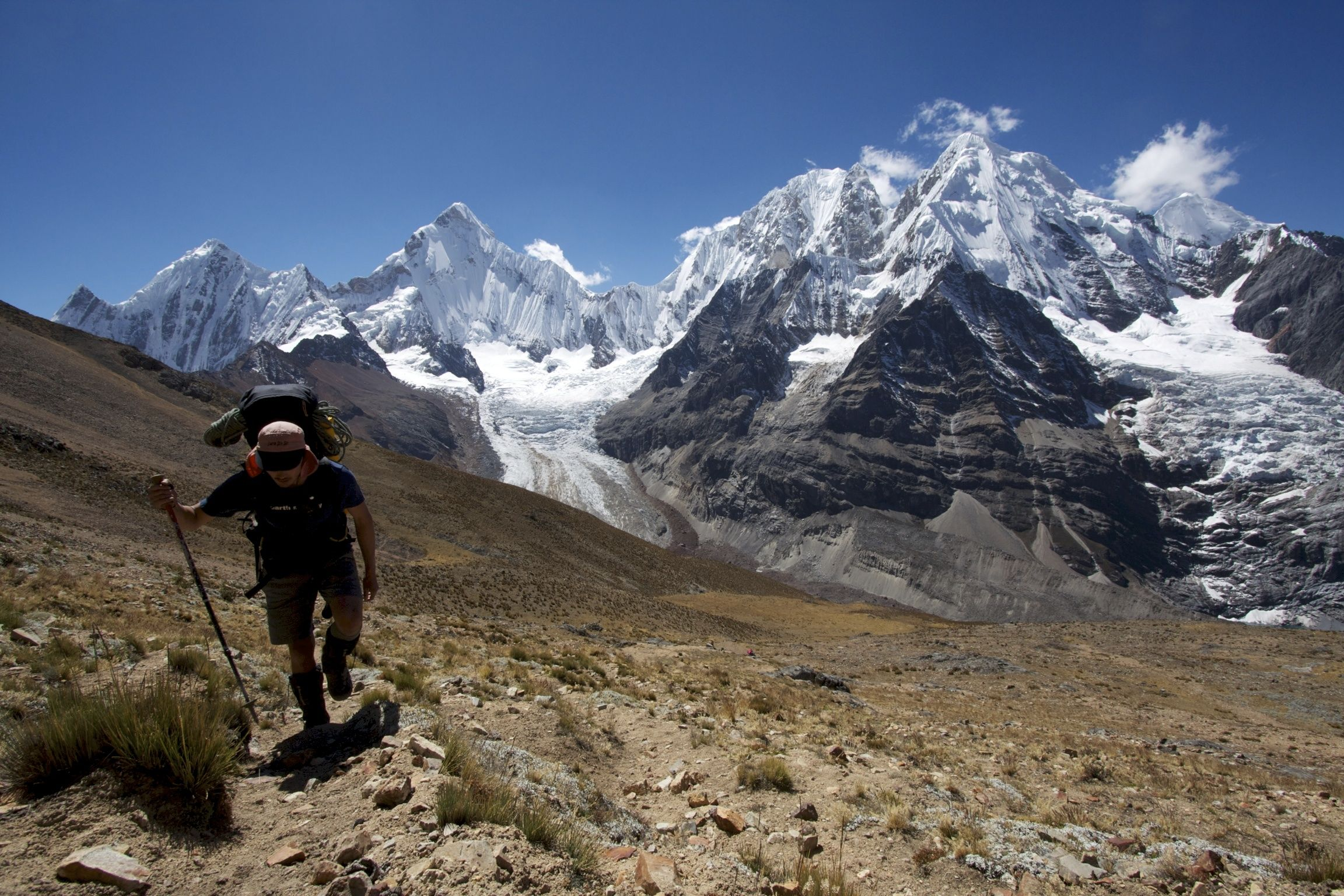
percorso Alpine Circuit nella Cordillera Huayhuash in Peru. Le montagne sullo sfondo sono, partendo da sinistra, Rasac, Yerupaja, Siula Grande e Sarapo.

- 1966 Kenya: Monte Kenya, parete nord via Firmin Hicks

- 1971 Tanzania: Monte Kilimangiaro

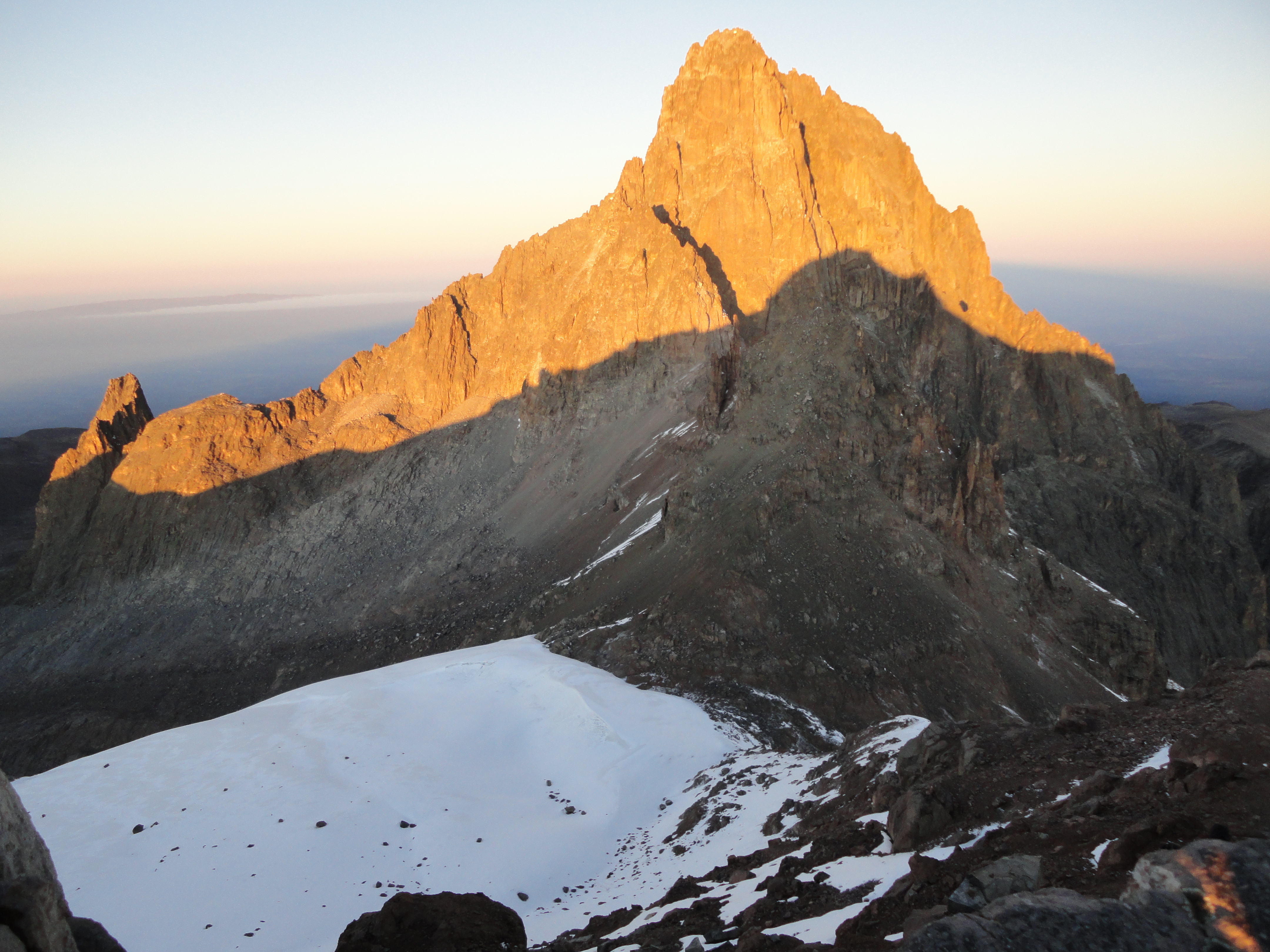
Batian Peak, la vetta più alta del Monte Kenya

- 1971 Ande: Cordillera Blanca, Nevado Ishinca e Urus[6]
- 1972 Ande: Cordillera Blanca, Concaracá[7]
- 1973 Ande: Cordigliera Real, Illampu e Illimani[2].

## Riconoscimenti
- Il suo paese natale gli ha intitolato una via nella zona del centro sportivo;
- Porta il suo nome la Baita Nembrini[8], a quota 1.730 metri alla base del Torre Brassamonti sul Monte Alben, gestita a cura della sottosezione C.A.I. Ugo Carrara di Valserina.